# Lennart Tollén
Lennart Ingemar Tollén, född 25 juni 1932 i Stockholm (Engelbrekts församling), död 23 februari 1991 i Leningrad i Sovjetunionen (vid tiden bosatt i Norrköping), var en svensk skådespelare.
Tollén omkom i en brand på hotell Leningrad, ett av Leningrads största hotell.

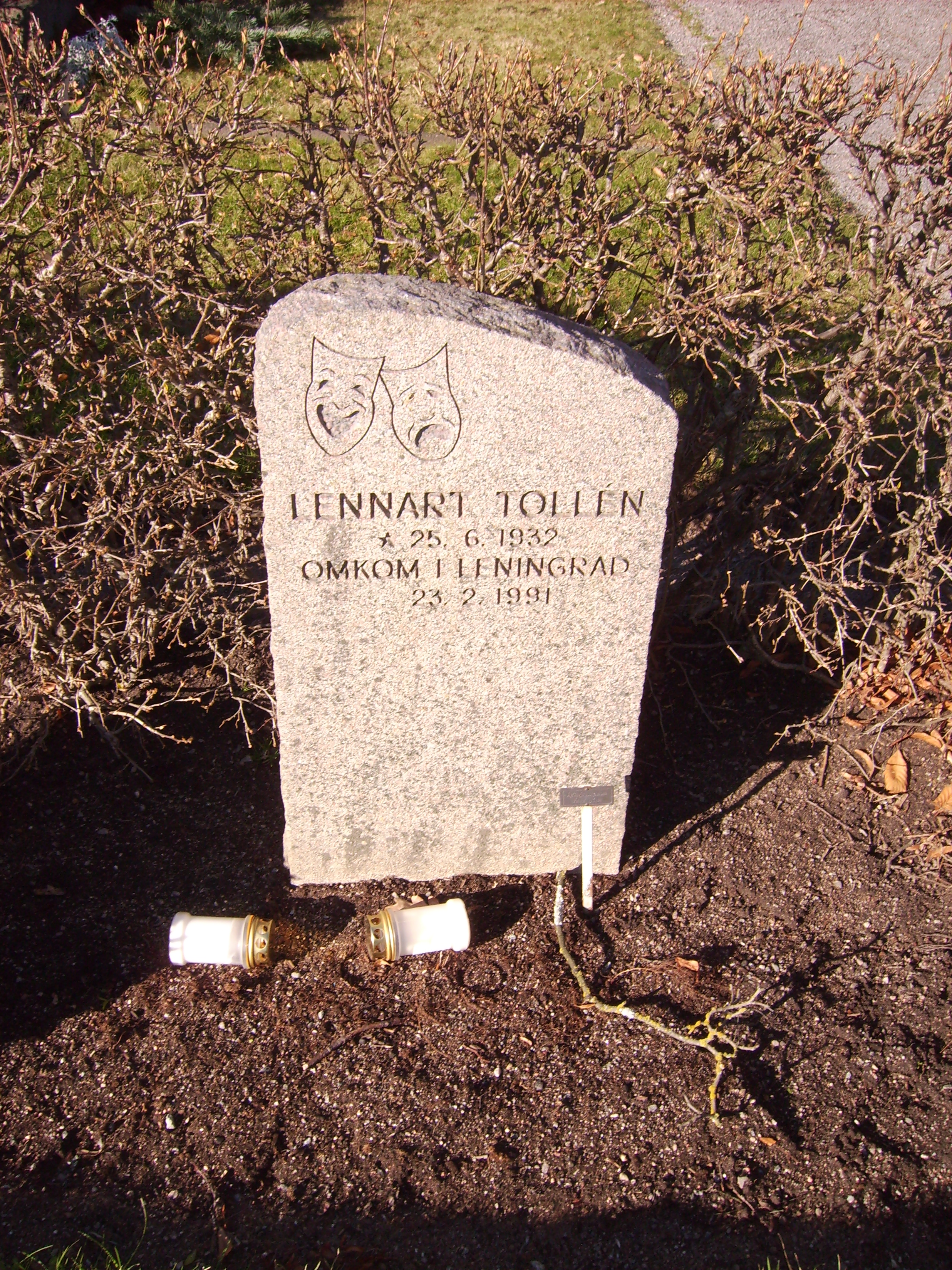
Lennart Tolléns gravsten på Östra Eneby kyrkogård i Norrköping.

## Filmografi (urval)
- 1957 – Det sjunde inseglet
- 1957 – Med glorian på sned
- 1958 – Åsa-Nisse i kronans kläder
- 1970 – En kärlekshistoria
- 1984 – Pengarna gör mannen
- 1985 – August Strindberg ett liv
- 1985 – Den tragiska historien om Hamlet – prins av Danmark (TV-serie)
- 1985 – Nya Dagbladet
- 1986 – Hummerkriget
- 1986 – Sammansvärjningen (TV-serie)
- 1986 – Bödeln och skökan
- 1987 – I dag röd
- 1988 – De hvite bussene

## Teater

### Roller (ej komplett)
| År   | Roll                            | Produktion                                                                                              | Regi                       | Teater                           |
| ---- | ------------------------------- | --- | -------------------------- | -------------------------------- |
| 1947 | Freddie                         | Fantasilådan Else Fisher                                                                                | Sture Pyk                  | Helsingborgs stadsteater         |
| 1960 | Furio                           | Förbjudet att älska eller Trädgårdsmästarens hund (Comedia famosa del Perro del hortelano) Lope de Vega | Frank Sundström            | Helsingborgs stadsteater         |
| 1960 | Rosenkrantz Bernardo Fortinbras | Hamlet William Shakespeare                                                                              | Frank Sundström            | Helsingborgs stadsteater         |
| 1960 |                                 | Herr Paddas bravader (Toad of Toad Hall) Kenneth Grahame                                                | Jan Hemmel                 | Helsingborgs stadsteater         |
| 1961 | Fosdyke Härolden                | Ung och grön (Salad Days) Dorothy Reynolds och Julian Slade                                             | Jan Hemmel Frank Sundström | Helsingborgs stadsteater         |
| 1961 | Polisen                         | Vilse i lustgården (Period of adjustment) Tennessee Williams                                            | Mats Johansson             | Helsingborgs stadsteater         |
| 1961 | IRA-officern                    | Gisslan (The Hostage) Brendan Behan                                                                     | Lars-Erik Liedholm         | Helsingborgs stadsteater         |
| 1961 | Doktorn                         | Biedermann och pyromanerna (Biedermann und die Brandstifter) Max Frisch                                 | Lars-Erik Liedholm         | Helsingborgs stadsteater         |
| 1961 | Det unga stadsbudet             | Den heliga ilskan (Die große Wut des Philipp Hotz) Max Frisch                                           | Lars-Erik Liedholm         | Helsingborgs stadsteater         |
| 1961 | Joseph                          | Perrichons resa (Le voyage de M. Perrichon) Eugène Labiche                                              | Mats Johansson             | Helsingborgs stadsteater         |
| 1962 | John                            | Bättre sent än aldrig (It's Never Too Late) Felicity Douglas                                            | Lars-Erik Liedholm         | Helsingborgs stadsteater         |
| 1962 | Notarien                        | Hustruskolan (L'école des femmes) Molière                                                               | Mats Johansson             | Helsingborgs stadsteater         |
| 1962 | Elie Cardinal                   | Tokan (L'Idiote) Marcel Achard                                                                          | Lars-Erik Liedholm         | Helsingborgs stadsteater         |
| 1962 | Perchik                         | Tevye och hans döttrar (Tevye and his Daughters) Arnold Perl                                            | Per Sjöstrand              | Helsingborgs stadsteater         |
| 1962 | Tonuelo                         | Den vackra mjölnerskan (La molinera de Arcos) Alejandro Casona                                          | Bo G. Forsberg             | Helsingborgs stadsteater         |
| 1963 | Klockaren                       | Brand Henrik Ibsen                                                                                      | Lars-Erik Liedholm         | Helsingborgs stadsteater         |
| 1963 | Soldaten                        | Hermione och kärleken (Hermione) Hans Koning                                                            | Per Sjöstrand              | Helsingborgs stadsteater         |
| 1972 |                                 | En natt i februari Staffan Göthe                                                                        | Mats Ek                    | Norrköping-Linköping stadsteater |
| 1972 |                                 | Pampen Lars Björkman                                                                                    | Jan Lewin                  | Norrköping-Linköping stadsteater |
| 1972 |                                 | Muggnogg är en Muggnogg Rainer Hachfeld, Volker Ludwig och Birger Heymann                               | Jan Lewin                  | Norrköping-Linköping stadsteater |
| 1973 |                                 | Gula tassen Annika Holm och Staffan Westerberg                                                          | Peter Egge                 | Norrköping-Linköping stadsteater |
| 1973 |                                 | Herr Mockinpott Peter Weiss                                                                             | Hans Elfvin                | Norrköping-Linköping stadsteater |
| 1973 |                                 | 2173 — ett slags kabaré Jan Bergquist och Hans Bendrik                                                  | Sandör Györbiro            | Norrköping-Linköping stadsteater |
| 1973 | Vaktmästaren                    | Mumintroll i kulisserna Tove Jansson och Erna Tauro                                                     | Leif Magnusson             | Norrköping-Linköping stadsteater |
| 1974 | Harpagon                        | Den girige Molière                                                                                      | Göran Sarring              | Norrköping-Linköping stadsteater |
| 1974 |                                 | Strindberg, kvinnan och kärleken Lennart Tollén och Lotta Blomberg                                      |                            | Norrköping-Linköping stadsteater |
| 1974 |                                 | Som smort Johan Bargum och Henrik Otto Donner                                                           | John Zacharias             | Norrköping-Linköping stadsteater |
| 1974 |                                 | Sanningens ansikten Sandor Györbiro                                                                     | Andris Blekte              | Norrköping-Linköping stadsteater |
| 1975 |                                 | Loranga, Loranga Barbro Lindgren                                                                        | Lars Broling               | Norrköping-Linköping stadsteater |
| 1975 |                                 | Föräldrarna Lilla Klaragruppen och Gunnar Edander                                                       | Göran Sarring              | Norrköping-Linköping stadsteater |
| 1975 | George                          | Vem är rädd för Virginia Woolf? Edward Albee                                                            | John Zacharias             | Norrköping-Linköping stadsteater |
| 1975 |                                 | Predikare-Lena Tore Zetterholm                                                                          | Lars Gerhard Norberg       | Norrköping-Linköping stadsteater |
| 1976 |                                 | Jorden runt på 80 dagar Jules Verne                                                                     | Bertil Norström            | Norrköping-Linköping stadsteater |
| 1976 | Sorin                           | Måsen Anton Tjechov                                                                                     | Brigitte Ornstein          | Norrköping-Linköping stadsteater |
| 1976 | Shu Fu                          | Den goda människan från Sezuan Bertolt Brecht och Paul Dessau                                           | Lars Gerhard Norberg       | Norrköping-Linköping stadsteater |
| 1977 | Lorenzo                         | Romeo och Julia William Shakespeare                                                                     | Hans Elfvin                | Norrköping-Linköping stadsteater |
| 1977 | Justus Coriander                | Söndagpromenaden Lars Forssell                                                                          | Lars Gerhard Norberg       | Norrköping-Linköping stadsteater |
| 1980 | Theseus                         | Till Fedra Per Olov Enquist                                                                             | Gun Jönsson                | Norrköping-Linköping stadsteater |
| 1982 | Mauritz Stiller                 | Första natten på Commodore Hotel Stig Larsson                                                           | Stig Larsson               | Östgötateatern                   |

## Bilder

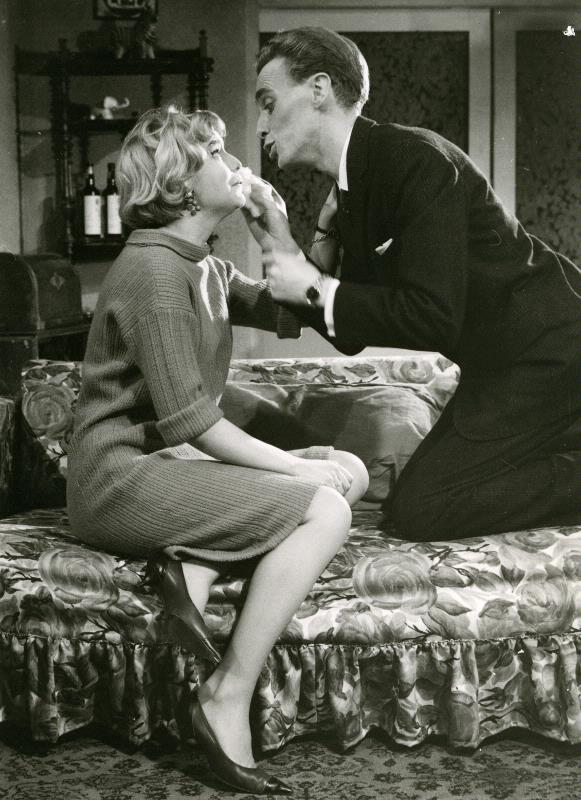
Caryna Houmann och Lennart Tollén i Bättre sent än aldrig på Helsingborgs stadsteater.